# USS Durham (LKA-114)
L'USS Durham (AKA-114/LKA-114) est un amphibious cargo ship de classe Charleston, nommé selon la ville éponyme, en Caroline du Nord. Il servit durant 24 ans et 9 mois et remporta un total de 15 récompenses et médailles durant cette période. 
Il fut commandé au Newport News Shipbuilding and Dry Dock Co. sous le nom AKA-114 et renommé LKA-114 le 1er janvier 1969. Il fut mis en service le 24 mai 1969. 
Durham a été largement impliqué dans la guerre du Vietnam.
En avril 1975, Durham participa à l'Opération Frequent Wind (l'évacuation des civils de Saigon), au Vietnam.
Durant la guerre du Golfe, Durham voguait parmi une flotte grande de 18 bâtiments amphibious, la plus large depuis la guerre de Corée. La flotte arriva en mer d'Arabie le 12 janvier 1991. 

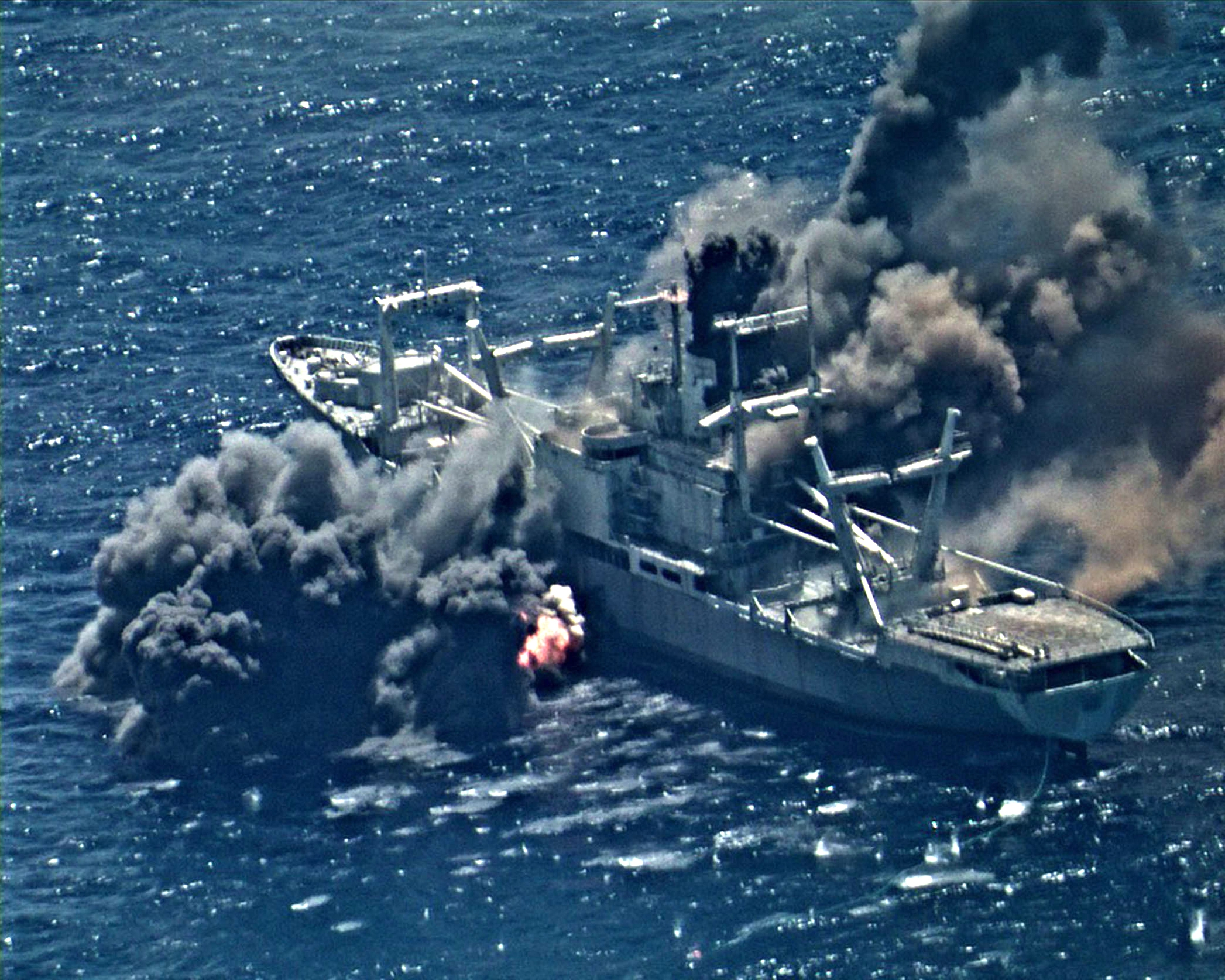
Cible lors de RIMPAC 2020.

Le bateau a été retiré du service le 25 février 1994. Il a été ensuite amarré à la Hawaii Naval Inactive Ship Maintenance Facility (NISMF) de Pearl Harbor. À l'été 2020, il a été coulé volontairement par l'armée américaine dans le cadre d'un essai de missile.
Il n'y a pas d'entrée concernant ce navire dans la DANFS.